# Агавнатун (Армавір)
Агавнатун (вірм. Աղավնատուն) — село в марзі Армавір, на заході Вірменії. Село розташоване за 9 км на північний захід від міста Вагаршапата, за 2 км на північний схід від села Арагац, за 5 км на північ від села Ціацан, за 2 км на захід від села Дохс, за 2 км на південний захід від села Амберд та за 3 км на південь від села Лернамерц.
Село має руїни фортеці часів Залізної доби, хачкари та каплицю XIII століття. В селі налічується чотири церкви, найстаріша з яких  — Святого Геворга побудована у X столітті. На вершині пагорба, біля села розташована башта, час заснування якої невідомий.

## Відомі мешканці
У селі народилася та працювала Герой Соціалістичної Праці — Авагян Роза Ваганівна.